# Neoliberalisme (hedendaags)

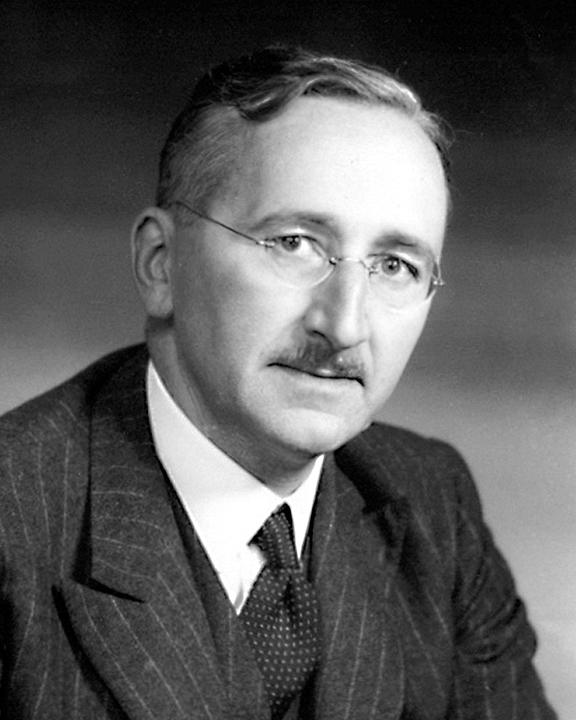
De econoom Friedrich Hayek (1899-1992) geldt als een van de belangrijkste neoliberale denkers.

Neoliberalisme ('nieuw liberalisme') is een stroming binnen het liberalisme, waarin de overheid de rol heeft van schepper en handhaver van markten en concurrentie, met de nadruk op het maximaliseren van individuele vrijheid. Deze visie op de overheid onderscheidt het van het oude ('klassieke liberalisme'), dat de overheid een minimale rol in het economisch verkeer toebedeelt, en van het sociale of progressieve liberalisme, dat de overheid wil inzetten als rem op de ongewenste sociale effecten van de markteconomie. Het neoliberalisme legt sterke nadruk op marktwerking en vrijhandel en het terugdringen van de invloed van vakbonden, staatsbedrijven en andere collectieve voorzieningen.
In het hedendaagse spraakgebruik wordt met de term neoliberalisme meestal gedoeld op de wereldwijde trend sinds de 1960er jaren om de invloed van commerciële bedrijven te vergroten ten koste van staatsbedrijven, door middel van privatisering. Neoliberalisme wordt daarbij niet exclusief geassocieerd met politieke partijen die als rechts en conservatief worden beschouwd, maar in zekere mate ook met partijen in het politieke midden of zelfs links daarvan. Soms wordt het gebruikt voor elk initiatief dat beoogt de rol van de staat en de belastingdruk te verminderen. Onder het thatcherisme, tezamen met de tendens tot globalisering, is de invloed van het neoliberalisme wereldwijd gegroeid.
Het neoliberalisme kwam voort uit een vernieuwingsbeweging van Duitse en Oostenrijkse liberalen, die uit de crisis van de jaren 30 de les trok dat het liberale laisser-faire-denken moreel failliet was, omdat het geen antwoord bood op de maatschappelijke ontwrichting die het had veroorzaakt. Tijdens en na de Tweede Wereldoorlog raakte een variant van dit denken, internationaal verspreid en kreeg het vooral in Angelsaksische wereld voet aan de grond. Hoewel de zelfbenoeming als neoliberalen vanaf de jaren 50 werd losgelaten, kwam deze term vanaf de jaren 80 terug in gebruik, te beginnen onder activisten in Latijns-Amerika die ermee het autoritaire kapitalisme van dictators als Augusto Pinochet aanduidden.
De benaming van denkers, politici en beleid als 'neoliberaal' kan problematisch zijn, omdat het nog zelden als zelfbenoeming wordt gebruikt en vaak in pejoratieve zin wordt gebruikt. Sinds begin 21e eeuw is neoliberalisme echter een gangbaar concept in de sociale wetenschappen, met verscheidene wetenschappelijke definities.

## Begripsgeschiedenis en definities
Het woord neoliberalisme duidde aanvankelijk een vernieuwingsstreven in het liberalisme aan, ook wel ordoliberalisme genoemd, dat eind jaren 30 in Duitsland opkwam en een organisatievorm vond in het Colloque Walter Lippmann en het tijdschrift Ordo. Deze oorspronkelijke neoliberalen streefden naar een gereguleerde markt waarin overheden verantwoordelijk waren voor de randvoorwaarden die concurrentie en een humanistisch ingevuld vrijheidsbegrip mogelijk maakten. Neoliberalisme duidde echter eerder een normatieve filosofie aan, dan een specifieke economische theorie of beleid. Het (als ouderwets beschouwde) geloof in het idee van ongereguleerde markten (laissez-faire) bestempelden de neoliberalen als paleoliberalisme ("oud liberalisme").
Het uitbreken van de Tweede Wereldoorlog joeg de neoliberalen uiteen: prominente figuren uit het Colloque Walter Lippmann weken uit. Na de oorlog vond een aantal geassocieerde denkers elkaar opnieuw, nu in de Mont Pèlerin Society (MPS) in Zwitserland. Gaandeweg vertroebelde de definitie: tegen het eind van zijn leven beklaagde de prominente neoliberaal Alexander Rüstow zich erover dat ook zijn oud-liberale tegenstrevers zichzelf als neoliberalen waren gaan presenteren. Uiteindelijk vond een breuk plaats binnen de MPS, waarbij Rüstow en anderen de sociëteit verlieten. Deze werd nu gedomineerd door Amerikaanse denkers als Friedrich Hayek en de leden van de Chicago school of economics. Voornaamste strijdpunt was de rol van vakbonden: de Duitse neoliberalen waardeerden de rol van vakbonden positief, terwijl de Amerikanen radicale anti-vakbondsstandpunten huldigden. Tegelijk zijn er overeenkomsten aan te duiden tussen de verschillende scholen, met name in de verwerping van ongereguleerde markten. Ook de Chicago-neoliberalen verwerpen dit idee ten gunste van een overheid die actief is in het scheppen van nieuwe markten.

### Gebruik door activisten
De term neoliberalisme raakte in onbruik tot hij in de jaren 80 weer opdook in Latijns-Amerika, nu doorgaans bij activisten, die er op de Chicago-leest geschoeide rechtse omwenteling op het continent mee aanduidden. Vandaar kwam het in gebruik bij sociale wetenschappers, die "neoliberalisme" nu vooral gebruiken voor de ideeën van de neoliberalen uit de jaren 50, niet de sociale markteconomie die de vooroorlogse neoliberalen voorstonden.
Het woord neoliberalisme wordt vaak zonder precieze definitie gebruikt, en dan met name in kritische beschouwingen, waarin het een pejoratieve betekenis heeft. Vanwege de negatieve bijklank zijn er weinig denkers, partijen en groeperingen meer die zichzelf als neoliberaal bestempelen. Dit is een verschuiving ten opzichte van de jaren 50, toen volgelingen van Hayek (waaronder de hoofdstroming binnen de Nederlandse VVD) zich enthousiast als neoliberalen afficheerden.

### Wetenschappelijke definities
Een definitie van neoliberalisme is te vinden bij de sociaal-geograaf David Harvey, die het beschrijft als
in eerste instantie, een theorie van politiek-economisch handelen, volgens hetwelk het menselijk welzijn het best gediend is bij de bevrijding van particuliere vrijheid en vaardigheid van onderneming, binnen een institutioneel kader van sterk particulier eigendom, vrije markten en vrijhandel. De rol van de overheid is om een dergelijk kader te scheppen en in stand te houden.
Tot het scheppen van het beschreven kader behoort ook het scheppen van markten door de overheid, bijvoorbeeld op de terreinen van onderwijs, gezondheidszorg of sociale zekerheid. Interventie in markten is echter niet toegestaan, omdat (vooral in democratieën) de markt beschermd moet worden tegen de eisen van belangengroepen van burgers.
Harveys definitie is opzettelijk breed en doet geen poging om neoliberalisme te verbinden aan het liberalisme in bredere zin: neoliberalisme is uiteindelijk vooral een politieke praktijk, die met diverse ideologische argumenten verbonden kan worden. Dit stelt Harvey in staat om zowel democratische politici als Thatcher en Reagan, als ook de Pinochet-dictatuur in Chili en het post-communistische China onder Deng Xiaoping onder de noemer te scharen en de overeenkomsten tussen deze vier aan te wijzen.
Zich baserend op onder anderen Harvey geven de Noorse politicologen Thorsen en Lie een nog verder ingeperkte definitie van neoliberalisme als
een los afgebakende verzameling politieke overtuigingen, waaronder het meest prominent en karakteristiek de overtuiging dat het enige legitieme doel van de overheid is om individuele, vooral commerciële, vrijheid en sterke particuliere eigendomsrechten te garanderen.
Uit deze definitie volgt logischerwijs, aldus Thorsen en Lie, dat elk streven dat de overheid een grotere rol toekent, als onacceptabel, totalitair of anderszins moreel verwerpelijk kan worden beschouwd (zoals zowel Hayek als Von Mises betoogden); met andere woorden is neoliberalisme een verwerping van politieke besluitvorming ten gunste van marktwerking. Toegepast op het niveau van internationale politiek leidt dit tot een verdediging van de vrijhandel. Ook bij Thorsen en Lie is neoliberalisme een breed containerbegrip, waaronder de latere klassieke liberalen als Hayek, libertariërs als Nozick en niet-liberale economen en beleidsmakers geschaard kunnen worden, zonder dat hun intenties hoeven overeen te stemmen.
Alex Doherty definieert neoliberalisme als: "het geheel van het beleid en het overkoepelende politieke ethos dat de regeringen eind jaren zeventig in staat heeft gesteld zich af te wenden van de door de staat gestuurde economische planning, ten faveure van een economisch model dat concurrerende markten heeft uitgebreid naar alle terreinen van menselijke activiteit en de aanzet heeft gegeven tot de heerschappij van het financiële kapitaal (zoals bedacht in de City of Londen en Wall Street), door de beperkingen op de mobiliteit van dat kapitaal weg te nemen." In zijn visie heeft het neoliberalisme niet alleen een beleidsagenda, maar vooral ook een moreel kader "dat individuen leert zichzelf niet te zien als bijvoorbeeld loontrekkers, maar eerder als risicominnende ondernemers die de financiële risicoʼs moeten aanvaarden van hun deelname aan het hoger onderwijs, het kredietsysteem en de gedereguleerde arbeidsmarkten."
Een iets andere invalshoek wordt gehanteerd door Michel Foucault en diens navolgers. Bij Foucault is neoliberalisme vooral een bestuursstijl (een bestuurlijkheid of gouvernementalité). Zowel het Duitse ordoliberalisme als het Angelsaksische neoliberalisme zijn voor Foucault oplossingen voor de problemen die het 19e-eeuwse liberalisme niet kon oplossen en die leidden tot de crisis van de jaren 30 en de opkomst van fascisme en communisme. De oplossingen hebben gemeen dat het idee van kapitalisme en de markt als natuurlijke ordening worden losgelaten; in plaats daarvan wordt erkend dat markten sociale constructen zijn die voortdurend onderhoud nodig hebben. Bij de ordoliberalen is dit onderhoud vooral overheidsinterventie om monopolievorming tegen te gaan, maar bij de latere neoliberalen is het een internalisering van de logica van de markt. Centraal onderdeel hiervan is het principe van 'eigen verantwoordelijkheid:' sociale risico's als ziekte en werkloosheid worden niet langer moreel-politiek benaderd, maar als problemen voor het economisch-rationele individu.

## Neoliberaal denken

### Economische theorie
Het hedendaagse neoliberalisme heeft zijn oorsprong in de Chicago school of economics, een neoklassieke stroming binnen de academische gemeenschap van economen, die begin jaren zeventig het Keynesianisme verwierpen ten gunste van monetarisme. De school wordt in verband gebracht met economen zoals Milton Friedman, George Stigler, Ronald Coase en Gary Becker.
De economische theorie achter het neoliberalisme vloeide aanvankelijk voort uit het monetarisme dat de Chicago-economen tot in de jaren 70 aanhingen. Dit kende twee kernpunten:
- Waardebepaling door vraag en aanbod. Dit geldt ook voor arbeid, zodat de marktwaarde daarvan de werkelijke waarde is.
- De efficiëntie van de vrije markt. De verwachting was dat een markt zonder overheidsingrijpen vanzelf in evenwicht zou komen en tot volledige werkgelegenheid zou komen, omdat de markt geen verspilling duldt. Van overheidsingrijpen werd slechts inflatie verwacht.

Deze principes zijn niet altijd consequent toegepast en met name het geloof in volledige werkgelegenheid heeft het in de praktijk moeten afleggen. De toepassing van monetaristisch beleid in Groot-Brittannië onder Thatcher werd na een jaar gestaakt toen bleek dat de werkloosheid dramatisch opliep. Daarna werd vooral de aanbodeconomie als inspiratie gebruikt, een stroming, die in beleidstermen vertaald, vooral lage belastingen voor bedrijven voorstaat als middel om economische groei te bewerkstelligen.

### Verspreiding in de maatschappij
De noodzaak tot verspreiding van neoliberaal gedachtegoed buiten academische kringen was vanaf het begin een doelstelling van de Mont Pèlerin Society. Deze financierde denktanks als de Heritage Foundation en het American Enterprise Institute om de ideeën van Hayek, Friedman e.a. te verspreiden onder studenten, docenten, beleidsmakers, opiniemakers en journalisten.
Een andere factor die vooral de Amerikaanse geesten rijp maakte voor een opleving van kapitalistische waarden was de verspreiding van libertarische ideeën, met name door de uiterst populaire romans van Ayn Rand. Haar bestseller Atlas Shrugged wordt door Hans Achterhuis omschreven als niets minder dan een "kapitalistisch manifest", dat een utopisch beeld schetst van kapitalisten die de gehele maatschappij naar hun evenbeeld omvormen en alle intermenselijke relaties tot geldhandel reduceren.

## Economische geschiedenis

### Voorgeschiedenis: de naoorlogse bloei (1945-1971)
De opkomst van het neoliberalisme moet gezien worden tegen de achtergrond van de naoorlogse bloeiperiode en met name het einde daarvan. In reactie op de crisis van de jaren 30 richtten beleidsmakers in de kapitalistische wereld (Europa, Noord-Amerika, Japan) vanaf 1945 gemengde economieën in. De basis van deze economieën was het marktmodel, maar dit werd ingeperkt door overheidsinterventies en een klassenverzoening tussen arbeid en kapitaal, belichaamd door een grote rol voor de vakbonden en een streven naar volledige werkgelegenheid. Anticyclisch ("keynesiaans") fiscaal beleid was bedoeld om conjunctuurschokken op te vangen. Op internationaal vlak werd het kapitaalverkeer gereguleerd door het systeem van Bretton Woods, met vaste wisselkoersen tussen de valuta's.
Dit beleid zorgde voor grote economische groei in de jaren 50 en 60, maar liep eind jaren 60 tegen zijn grenzen aan. De westerse economieën werden getroffen door het verschijnsel van stagflatie, gelijktijdige stagnatie en inflatie. Terwijl de economische wetenschap zich geen raad wist met dit verschijnsel, liepen de belastinginkomsten terug, tot op het punt dat het Verenigd Koninkrijk door het IMF gered moest worden (1976). Ook het systeem van Bretton Woods raakte in crisis doordat de VS grote hoeveelheden dollars hadden bijgedrukt en werd in 1971 buiten werking gesteld door de Nixon-schok.

### Omwenteling (1971-1979)
Met de ondergang van Bretton Woods en het in diskrediet raken van keynesiaanse recepten om markteconomieën te sturen, zagen de neoliberalen van Mont Pèlerin hun kans schoon om hun eigen ideeën als alternatief voor het voetlicht te brengen. Voortaan schommelden de wisselkoersen van de westerse valuta's en de yen, hetgeen valutaspeculatie weer lucratief kon maken, maar tegelijk ook riskant. In opdracht van de Chicago Mercantile Exchange (CME) poneerde Milton Friedman nogmaals het idee (dat hij al twee decennia uitdroeg) dat hedging een effectieve verzekering tegen de risico's op de valutamarkt was, niet alleen voor de individuele speculant, maar ook voor de handel als geheel. Grootschalige speculatie was in Friedmans visie een manier om stabiele en efficiënte financiële markten te scheppen, zonder monetaire politiek. Het jaar daarop bracht de CME Friedmans idee in de praktijk, aanvankelijk met een transactievolume van enkele miljoenen dollars per jaar.

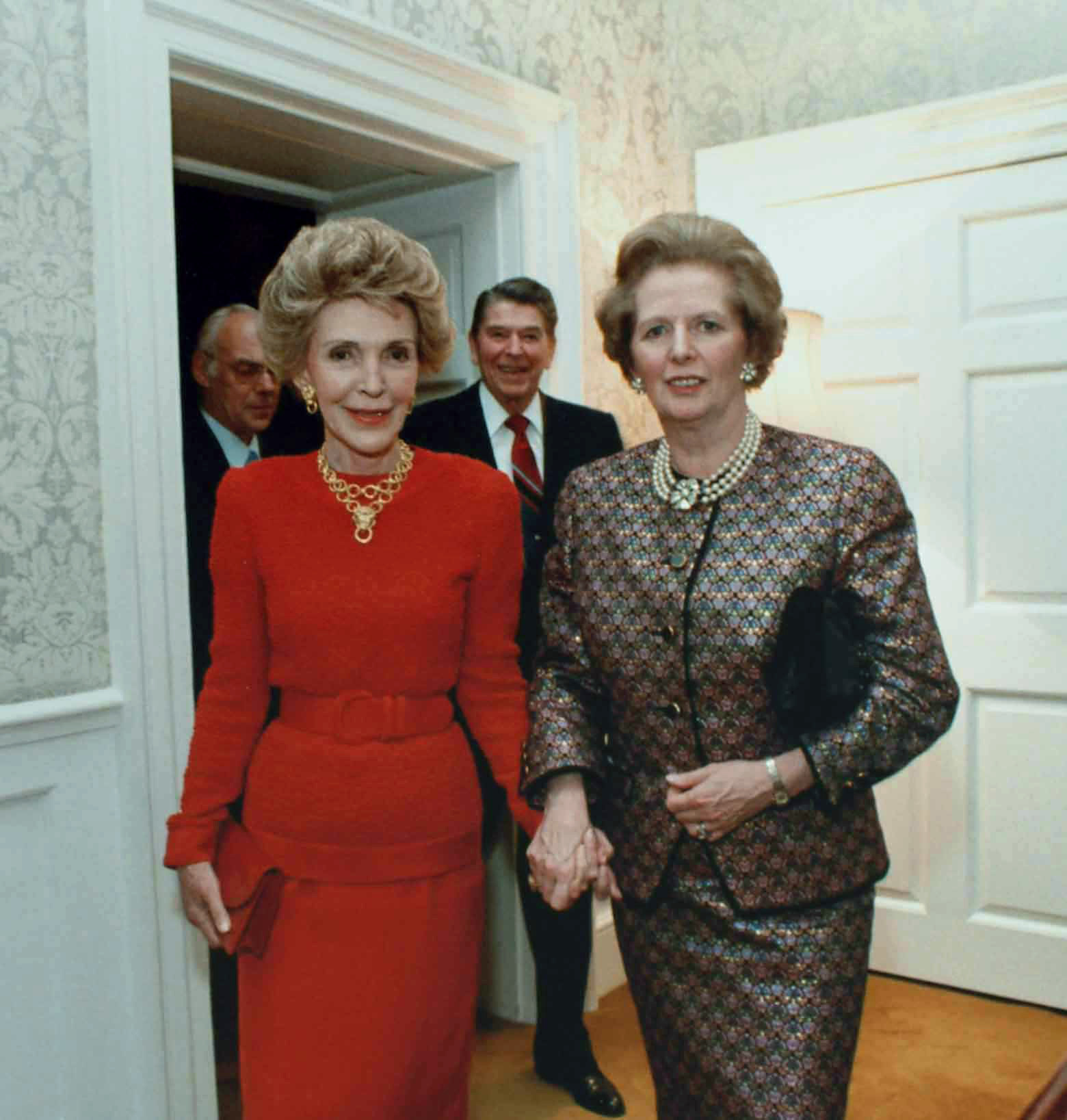
De Engelse premier Margaret Thatcher (rechts), hand in hand met first lady Nancy Reagan (1988). Op de achtergrond president Ronald Reagan.

Ook 1979 kan als keerpunt worden gezien in de neoliberalisering van westerse economieën. In mei van dat jaar werd Margaret Thatcher premier van het Verenigd Koninkrijk. Thatcher opende de ideologische aanval op de sociaaldemocratische consensus in haar land met de stelling dat "er geen samenleving is, alleen individuen en hun gezinnen". Onder invloed van Keith Joseph en Friedman begon ze aan een monetaristisch getint beleid, dat overigens na een paar jaar alweer werd losgelaten.
De andere belangrijke gebeurtenis van 1979 was de Volckerschok van oktober. De monetaristische Fed-voorzitter Paul Volcker veranderde het beleidsdoel van zijn instelling van het scheppen van volledige werkgelegenheid naar het bestrijden van inflatie tegen elke prijs. Om dit laatste mogelijk te maken verhoogde hij de nominale rente om opzettelijk een recessie uit te lokken en een programma van "structurele hervorming" in te zetten.

### Angelsaksisch neoliberalisme (1979-1990)
Na het Verenigd Koninkrijk kregen ook de Verenigde Staten een regeringsleider met affiniteit voor het neoliberale project: in 1980 won Ronald Reagan de Amerikaanse presidentsverkiezingen. In beide landen begonnen grootschalige bezuinigingen op sociale zekerheid en kwam het tot confrontaties tussen overheid en vakbonden. In de VS was het de luchtverkeersleidersvakbond TAPCO die in 1981 een gevoelig verlies leed; in Groot-Brittannië lokte Thatcher een nieuw conflict met de mijnwerkers uit, die zich na een halve sociale vrede al in de jaren 70 waren gaan roeren. De mijnwerkersstaking van 1984 mondde uit in een nederlaag voor de Britse vakbeweging en een forse stijging van de werkloosheid in het land.
Het Anglo-Amerikaanse neoliberalisme van de jaren 80 wordt wel beschouwd als de "zuiverste" vorm, maar was alsnog het resultaat van een politiek compromis tussen verschillende ideeën en belangen. Margaret Thatcher wist een aantal voorheen genationaliseerde bedrijfstakken te privatiseren, maar struikelde uiteindelijk over haar plan om een poll tax in te voeren. Reagan was succesvoller in het ontmantelen van de Amerikaanse sociale zekerheid, die in dat land al minder uitgebouwd was dan in het VK of de West-Europese landen, maar deed dit door zijn defensiebudget en daarmee de staatsschuld fors te laten oplopen.

### Internationale verspreiding
Het neoliberalisme is in de jaren negentig en daarna verder verspreid over de westerse wereld en opkomende economieën. Voorname instituten die met deze verbreiding geassocieerd worden zijn het IMF, dat in ruil voor krediet neoliberale hervormingen verplicht stelt aan leners (zie ook Washington-consensus); en de instituten van de Eurozone, die dergelijk beleid opleggen aan (met name zuidelijke) lidstaten.

### Gevolgen

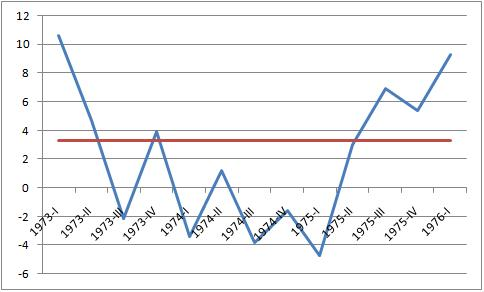
De recessie in de Verenigde Staten, 1973–1975. Blauw: groei/krimp van het BNP in procenten t.o.v. de voorgaande periode. Rood: gemiddelde groei van het BNP, 1947–2009.

De opkomst van het neoliberalisme valt volgens sommige economen samen met de terugkeer van grootschalige economische en financiële crisis in de wereldeconomie. De decennia na de Tweede Wereldoorlog waren een lange periode van wereldwijde economische groei, mede ingegeven door een naoorlogse geboortegolf en investeringen ten behoeve van wederopbouw. Vanaf de jaren 70 stopte die groei: vanaf 1973 waren de meeste kapitalistische landen in recessie, veroorzaakt door de Amerikaanse nederlaag in Vietnam, de OPEC-boycots en de Nixon-schok (zie ook Stagflatie).
Sindsdien heeft de wereldeconomie zo'n honderd grootschalige crises gekend. Hoewel op veel hiervan door linkse beschouwers wordt gereageerd met hoopvolle verwachtingen dat het neoliberalisme nu wel definitief zal instorten, wijzen diverse denkers erop dat crises misschien niet een tekortkoming in het neoliberalisme zijn, maar een functioneel onderdeel ervan. De kredietcrisis van 2007, bijvoorbeeld, had als effect dat het financiële kapitaal zijn verliezen op staten kon afwentelen door de redding van banken; een soortgelijke effect vond plaats ten tijde van de Latijns-Amerikaanse schuldencrisis van begin jaren 80. David Harvey wijst erop dat crisis een beleidsinstrument van de Amerikaanse regering onder Ronald Reagan was: die voerde eerst het begrotingstekort op door grote sommen in de wapenindustrie te pompen in het kader van de wapenwedloop met de Sovjet-Unie, waarna datzelfde begrotingstekort aanleiding was om op sociaal beleid te bezuinigen.

### Einde van het neoliberalisme?
De verwachting dat het neoliberalisme ten einde zou zijn met de kredietcrisis is meermalen verkondigd, omdat deze het failliet van de neoliberale politiek zou hebben aangetoond, maar diverse denkers waarschuwen tegen het al te gemakkelijk doodverklaren van het neoliberale denken. Volgens de politicoloog Thomas Biebricher passen de opkomst van autoritair-kapitalistische regimes als die van Trump, Poetin of Erdoğan in het neoliberale straatje, maar ook het links-liberalisme van Emmanuel Macron.
Toch werd sedert 2015 gespeculeerd over het ten einde lopen van het neoliberalisme, onder meer in het kader van het World Economic Forum 2016. Sommige investeerders verwachten een historische slingerbeweging in de vorm van een de-globalisering. Volgens Financial Times-econoom Rana Foroohar is de opkomst van China hierbij een doorslaggevende factor.

## Neoliberalisme in Nederland
In Nederland wordt neoliberalisme vooral geassocieerd met de verzakelijking van het openbaar bestuur onder het premierschap van Lubbers (1982-1994), maar de geschiedenis van de stroming in Nederland kan herleid worden tot de periode van de wederopbouw. Al tijdens de Tweede Wereldoorlog had de commissie-Van Rhijn in opdracht van de regering in ballingschap een rapport opgesteld over de crisis en de opkomst van de NSB, met als conclusie dat deze laatste aan de economische onzekerheid te wijten was geweest, en dat een stelsel van sociale zekerheid moest worden opgetuigd om totalitaire tendensen voortaan de wind uit de zeilen te nemen. Dit advies werd ter harte genomen door de sociaaldemocraten, na de oorlog verenigd in de PvdA, en een factie binnen de christendemocratie, vooral de KVP (verenigd in de rood-roomse kabinetten). De Nederlandse economie werd een gemengde, met verregaande overheidssturing door het Centraal Planbureau.
Hiertegenin begon zich echter een neoliberaal netwerk te vormen, geleid door figuren als Heemaf-directeur Henri Keus, die in contact stond met Wilhelm Röpke en een Federatie van Nederlandsche bedrijven ter bestrijding van economische dictatuur en ter bevordering van het particulier initiatief oprichtte. Ter verspreiding van neoliberale ideeën onder het volk werd het Comité Burgerrecht gesticht, dat via 'infiltratie' van de ideeënwereld van gewone mensen (door o.a. het aankopen en bijsturen van populaire tijdschriften) de politieke partijen wilde beïnvloeden, en dat in A.C. Josephus Jitta een personele overlap had met de Mont Pèlerin Society. Een politieke vertaling van het neoliberale ideeëngoed werd gevormd binnen de Partij van de Vrijheid (PvdV) en in mindere mate de ARP, hoewel de hervormde zuil verdeeld was over de vraag of ze bij het socialistische of het neoliberale kamp aansluiting moest zoeken. Toen de PvdV werd omgevormd tot de Volkspartij voor Vrijheid en Democratie legde Pieter Oud in een speech minstens eenmaal een directe koppeling tussen het neoliberalisme en zijn nieuwe partij.
Een socialistisch antwoord op de neoliberalen werd geleverd door Joop den Uyl in het PvdA-program De weg naar de vrijheid, dat een democratisch socialisme voor Nederland schetste op basis van een positief vrijheidsbegrip; de titel daarvan was een directe omkering van Hayeks Road to Serfdom. Socialisten en neoliberalen gingen beide een polarisatiestrategie toepassen, waarin de socialistische kant succesvoller was, vooral omdat de PvdA beter in staat bleek om de christendemocraten aan haar kant te krijgen. Onder Den Uyls opvolger Wim Kok zou de PvdA de visie van Den Uyl loslaten en aansturen op een pro-marktkoers die later de derde weg ging heten.

## Critici

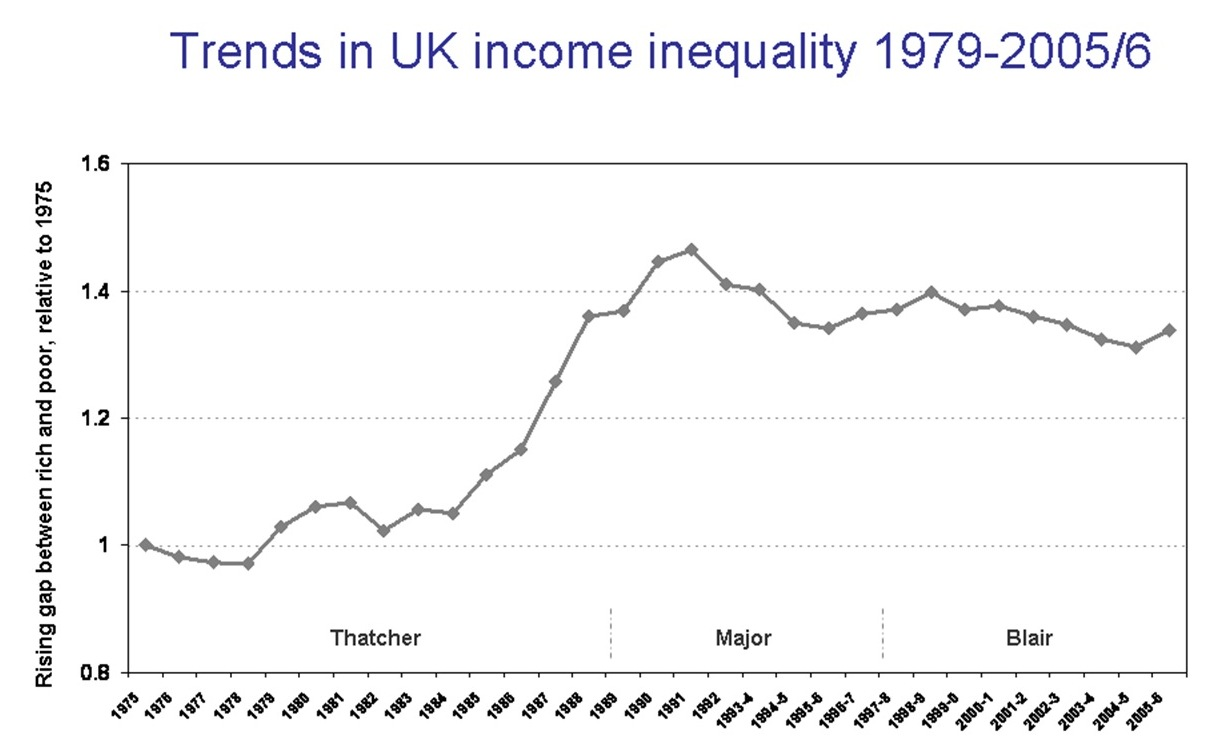
Trend in inkomensongelijkheid in het Verenigd Koninkrijk

Op internationaal vlak kan de econoom Joseph Stiglitz vermeld worden als criticus van wat hij als neoliberalisme beschouwt.
Breed onderbouwde kritiek op de neoliberale staatsopvatting wordt voorts geleverd door de Franse socioloog en publicist Loïc Wacquant.
Een ander criticus van het neoliberalisme is Naomi Klein. Naomi Klein gebruikte de term neoliberalisme voor het streven naar “privatisering, deregulering en bezuinigingen op de sociale uitgaven”, die zij de “drie-eenheid van de vrije markten” noemde. Naomi Klein beschouwt Milton Friedman en Friedrich Hayek als hoofdverantwoordelijken voor het neoliberale tijdperk. Ook vanuit feministische hoek komt kritiek. Denkers als Beatrix Campbell leggen het verband tussen neoliberalisme en (neo-)patriarchaat. Zij noemen het geen toeval dat het neoliberalisme na 2010 ter discussie werd gesteld, een periode waarin meerdere vrouwen zoals Ngozi Okonjo-Iweala, Christine Lagarde, Kristalina Georgieva, Janet Yellen, Laurence Boone, Gita Gopinath of Carmen Reinhart economische topposities gingen bekleden.
Andere noemenswaardige critici zijn onder meer Amartya Sen, Noam Chomsky, David Harvey, en Thomas Piketty. Daarnaast zijn onder meer het anti- en andersglobalisme, en het socialisme, anarchisme en andere linkse stromingen van nature zeer kritisch op het neoliberalisme. Ook binnen het IMF gaan stemmen op die stellen dat neoliberaal beleid kwalijke gevolgen heeft: het levert niet de economische groei op die het belooft, terwijl het wel meetbare inkomensongelijkheid veroorzaakt.
Naast de bovengenoemde kritiek bestaat er ook waardering voor het neo-liberale gedachtegoed. Aangezien er onder economen in principe nooit brede overeenstemming bestaat over zowel de oorzaken als oplossingen van economische problemen zijn er ook mensen die de ethische superioriteit van het neo-liberale gedachtegoed benadrukken: de mens als vrijgeboren individu die andere mensen niets verschuldigd is tenzij ze dat samen overeenkomen.

## Verder lezen
- Quinn Slobodian (2018), Globalists. The End of Empire and the Birth of Neoliberalism. ISBN 9780674979529